# Улица Анниньмуйжас
Улица А́нниньмуйжас (латыш. Anniņmuižas iela) — улица в Земгальском предместье города Риги, в историческом районе Золитуде. Пролегает в юго-восточном направлении от железнодорожной линии (от улицы Ростокас) до улицы Апузес. Является условной границей между микрорайонами Золитуде-1 и Золитуде-2.
Общая длина улицы Анниньмуйжас составляет 977 метров. Застроена современными жилыми и коммерческими зданиями.

## История
Улица Анниньмуйжас проложена при застройке Золитуде многоэтажными домами во второй половине 1980-х годов. В 1986 году получила название бульвар Яна Калнберзина (латыш. Jāņa Kalnbērziņa bulvāris) — в честь бывшего Первого секретаря ЦК КП Латвии. Согласно первоначальному проекту, новая улица должна была доходить до улицы Калнциема в Плескодале, переходя далее в улицу Вентспилс; фактически же этот проект реализовали только частично, в границах района Золитуде. При этом была снесена старая улица 14-я линия Имантас (латыш. Imantas 14. līnija), до 1938 года именовавшаяся 14-я линия Анниньмуйжас (латыш. Anniņmuižas 14. līnija).
4 октября 1991 года бульвар Яна Калнберзина был переименован в улицу Анниньмуйжас. До 1938 года в Риге существовала другая улица с тем же названием — нынешняя Юрмалас гатве.

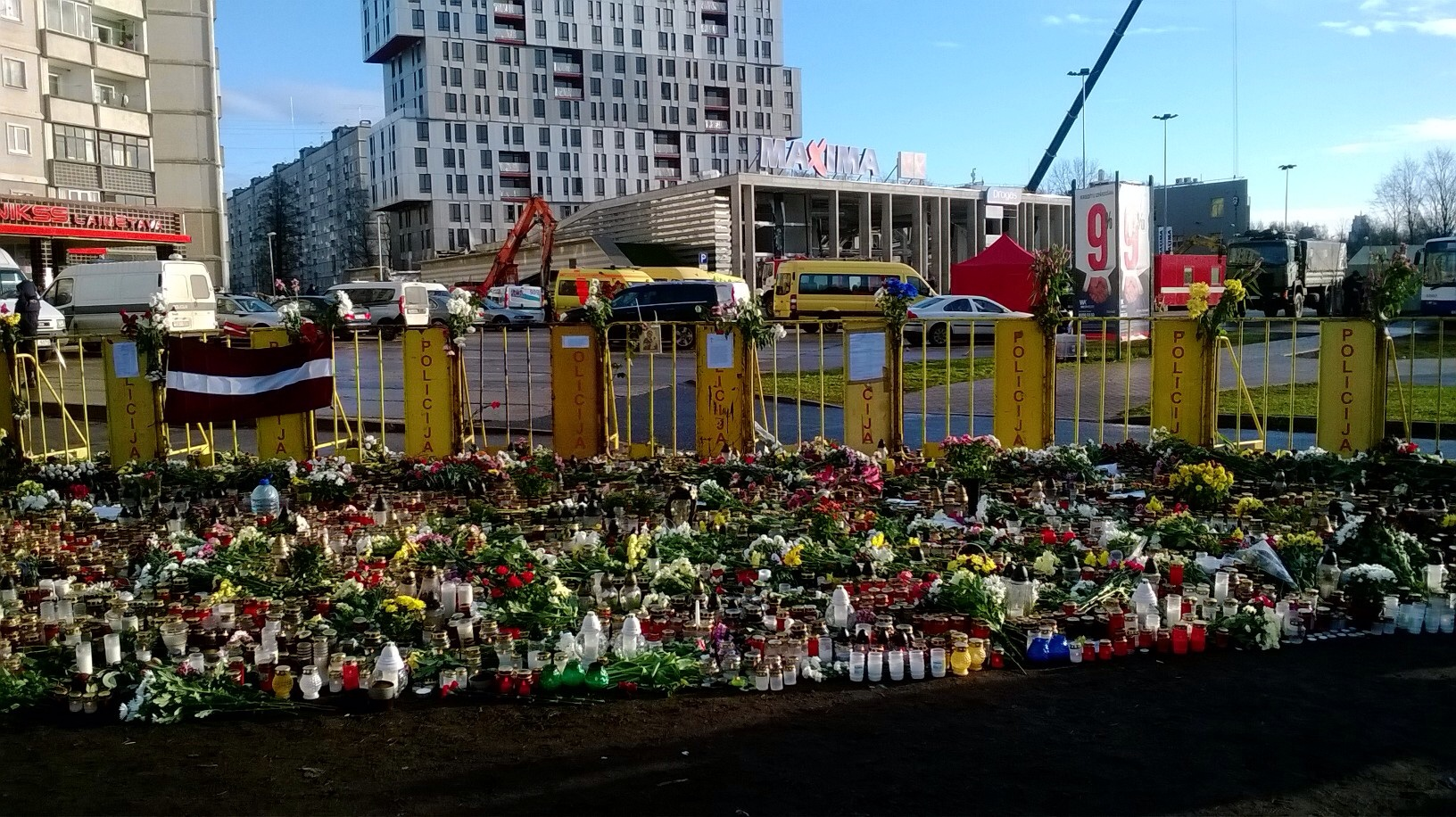
Вид на место обрушения от улицы Анниньмуйжас. Ноябрь 2013 г.

Улица Анниньмуйжас проходит мимо места, где 21 ноября 2013 года произошло обрушение торгового центра «Maxima» с многочисленными жертвами (в ноябре 2015 года сооружён временный мемориал).

## Транспорт
Улица Анниньмуйжас полностью асфальтирована, разрешено движение в обоих направлениях. Почти на всём протяжении имеет две проезжие части с двумя полосами в каждом направлении, разделённые зелёной зоной. По улице проходит несколько маршрутов автобуса; имеется также остановка «Anniņmuižas iela» на улице Ростокас.
В створе улицы запроектировано сооружение путепровода через железнодорожную линию, соединяющего улицу Анниньмуйжас с одноимённым бульваром в Иманте. Строительство путепровода, а также подземного пешеходного перехода планировалось осуществить в рамках проведения железнодорожной линии Rail Baltica, однако в последние годы стал рассматриваться вариант сооружения совмещённого пешеходно-автомобильного тоннеля. Как предполагается, тоннель может быть построен к 2030 году.

## Прилегающие улицы
Улица Анниньмуйжас пересекается со следующими улицами:
- улица Ростокас
- улица Паула Лейиня
- улица Грамздас
- улица Александра Биезиня (соединение пешеходной дорожкой)
- улица Приедайнес
- улица Апузес